# قلعه‌جوق (کوثر)
قلعه‌جوق یک منطقهٔ مسکونی در ایران است که در دهستان سنجبد شمالی واقع شده‌است. قلعه‌جوق ۹۱ نفر جمعیت دارد.